# Wasting the Dawn
Wasting the Dawn è il quarto album studio dei The 69 Eyes pubblicato nel 1999. A livello internazionale è stato pubblicato dalla Roadrunner Records.
Il titolo dell'album e dell'omonimo singolo è un tributo a Jim Morrison, cantante dei Doors.

## Tracce
1. Truck On – 3:13
2. Lay Down Your Arms, Girl (feat. Ville Valo) – 3:41
3. Wasting the Dawn (feat. Ville Valo) – 5:21
4. You Ain't the Reason – 4:11
5. Lazarus Heart (feat. Ville Valo) – 4:25
6. Who's Gonna Pay the Bail? (feat. Alex Hellid & Lars Göran Petrov degli Entombed) – 5:05
7. All-American Dream (feat. Ville Valo) – 4:22
8. Be My Speed – 4:38
9. Hand of God (feat. Lars Göran Petrov) – 4:26
10. Next Stop Paradise (feat. Ville Valo) – 4:26
11. Starshine – 6:52 – Alla fine del brano c'è un campionamento di Wasting the Dawn

Tracce bonus della Special Edition
1. Lay Down Your Arms (Remix) – 4:39
2. Wasting the Dawn (Remix) – 5:26
3. Next Stop Paradise (Remix) – 4:26

## Formazione
- Jyrki 69 – voce
- Bazie – chitarra
- Timo-Timo – chitarra
- Archzie – basso
- Jussi 69 – batteria